# Кара-Суу (Чаткальский район)
Кара-Суу (кирг. Кара-Суу) — село в Чаткальском районе Джалал-Абадской области Кыргызстана. Входит в состав Каныш-Кыянского айылного аймака.

## География
Село расположено в западной части области, на левом берегу реки Чаткал, на расстоянии приблизительно 7 километров (по прямой) к юго-западу от села Каныш-Кыя, административного центра района.

## История
Населённый пункт получил статус села 15 марта 2021 года.

## Население
Согласно оценочным данным Национального статистического комитета Кыргызской Республики, численность населения села на начало 2023 года составляла 509 человек.